# Balloonerism
Balloonerism è il settimo album in studio del rapper statunitense Mac Miller, pubblicato il 17 gennaio 2025 attraverso Warner Records.
È il secondo progetto postumo pubblicato dopo la morte dell'artista, avvenuta a settembre del 2018, ed era stato registrato interamente da quest'ultimo nel 2014.

## Antefatti
Balloonerism è stato realizzato interamente da Mac Miller nel 2014, intorno al periodo della registrazione del suo mixtape Faces, ed è stato successivamente accantonato. Nel 2021 una versione incompleta del disco è trapelata online.
Il 16 novembre 2024, durante il Camp Flog Gnaw, festival organizzato annualmente dal rapper Tyler, the Creator, è stato mostrato un trailer animato che annunciava la pubblicazione di Balloonerism. Il 21 novembre seguente, la famiglia di Mac Miller ha annunciato ufficialmente la pubblicazione del disco sui profili social media dell'artista, dichiarando che l'album avesse grande importanza per lui e che avesse commissionato diverse copertine per il progetto e che avesse avuto diverse discussioni riguardo alla sua uscita prima della sua morte.
Il 9 gennaio 2025 è stato pubblicato il primo singolo estratto dal progetto 5 Dollar Pony Rides. Un cortometraggio animato basato sull'album e diretto da Samuel Jerome Mason è stato pubblicato su Prime Video il giorno del rilascio del disco.

## Tracce
1. Tambourine Dream – 0:33 (Malcolm McCormick)
2. DJ's Chord Organ (feat. SZA) – 5:15 (Malcolm McCormick, Solána Rowe, Stephen Bruner)
3. Do You Have a Destination? – 3:24 (Malcolm McCormick, Taylor Graves)
4. 5 Dollar Pony Rides – 3:42 (Malcolm McCormick, Jameel Bruner, Stephen Bruner, Ronald Bruner Jr.)
5. Friendly Hallucinations – 4:45 (Malcolm McCormick, Stephen Bruner, Taylor Graves, Marlon Williams, Antonio Hardy)
6. Mrs. Deborah Downer – 4:04 (Malcolm McCormick, Stephen Bruner, Taylor Graves, Ashley Sousa)
7. Stoned – 4:03 (Malcolm McCormick, Malcolm McLaren, Anne Dudley, Trevor Horn)
8. Shangri-La – 2:49 (Malcolm McCormick, Taylor Graves)
9. Funny Papers – 4:23 (Malcolm McCormick, Stephen Bruner, Taylor Graves)
10. Excelsior – 2:23 (Malcolm McCormick)
11. Transformations (feat. Delusional Thomas) – 3:04 (Malcolm McCormick, Stephen Bruner, Jameel Bruner, Taylor Graves)
12. Manakins (feat. Dylan Reynolds) – 3:09 (Malcolm McCormick)
13. Rick's Piano – 5:08 (Malcolm McCormick, Stephen Bruner, Dylan Rectenwald)
14. Tomorrow Will Never Know – 11:53 (Malcolm McCormick, Stephen Bruner)

Note
- Friendly Hallucinations contiene un campionamento di Just Rhymin' with Biz di Big Daddy Kane e Biz Markie.
- Stoned contiene un campionamento di Buffalo Gals di Malcolm McLaren e The World's Famous Supreme Team.
- Rick's Piano contiene vocali non accreditati di Josh Berg.